# Перро, Жан Жозеф
Жан Жозеф Перро (фр. Jean-Joseph Perraud; 26 апреля 1819[…], Monay — 2 ноября 1876[…], VI округ Парижа) — французский скульптор неоклассического направления с элементами романтизма. Член Французской академии изящных искусств.

## Биография
Жан-Жозеф Перро родился в семье Дювернуа, краснодеревщика, работавшего в Понтарлье. Вначале учился у отца, затем поступил в Школу изящных искусств в Париже, где занимался скульптурой под руководством Жюля Этьенна Раме и Огюста Дюмона.
В 1847 году он получил большую Римскую премию за статую Телемака, несущего Фаланте урну с прахом Гиппия. Провёл пять лет в Италии в качестве пенсионера Французской академии в Риме на вилле Медичи, где подружился с архитектором Шарлем Гарнье, лауреатом Римской премии по архитектуре 1848 года.
Вернувшись на родину в 1854 году, жил в Париже, работая в основном над портретными бюстами по частным заказам. Когда Шарль Гарнье выиграл конкурс на здание Большой оперы в Париже, он обратился к Перро и заказал ему работу в августе 1865 года. Четыре группы фасада изначально были разделены между Жюлем Кавелье, Эженом Гийомом, Жаном-Батистом Карпо и Франсуа Жуффруа. Затем Перро было поручено создать венец фасада, но ему предоставили выбор между этой работой и другой группой. Он выбрал иллюстрации к «Лирической драме» и заменил Кавелье. Гарнье руководил созданием скульптурных групп для их интеграции в архитектурную программу. Он навязал художникам общую схему: группа из трёх аллегорических фигур, в центре которой — гений искусств.
Жан Жозеф Перро удостоился многих наград: медали первой степени на Всемирной выставке 1855 года, членства в Институте Франции в 1865 году и звания офицера Ордена Почётного легиона 29 июня 1867 года, что обеспечило ему официальные заказы до конца жизни.
Он завещал свою свою мастерскую и собственную коллекцию произведений искусства городу Лон-ле-Сонье, где они хранятся в Музее изящных искусств.
Похоронен на кладбище Монпарнас в Париже.

## Галерея

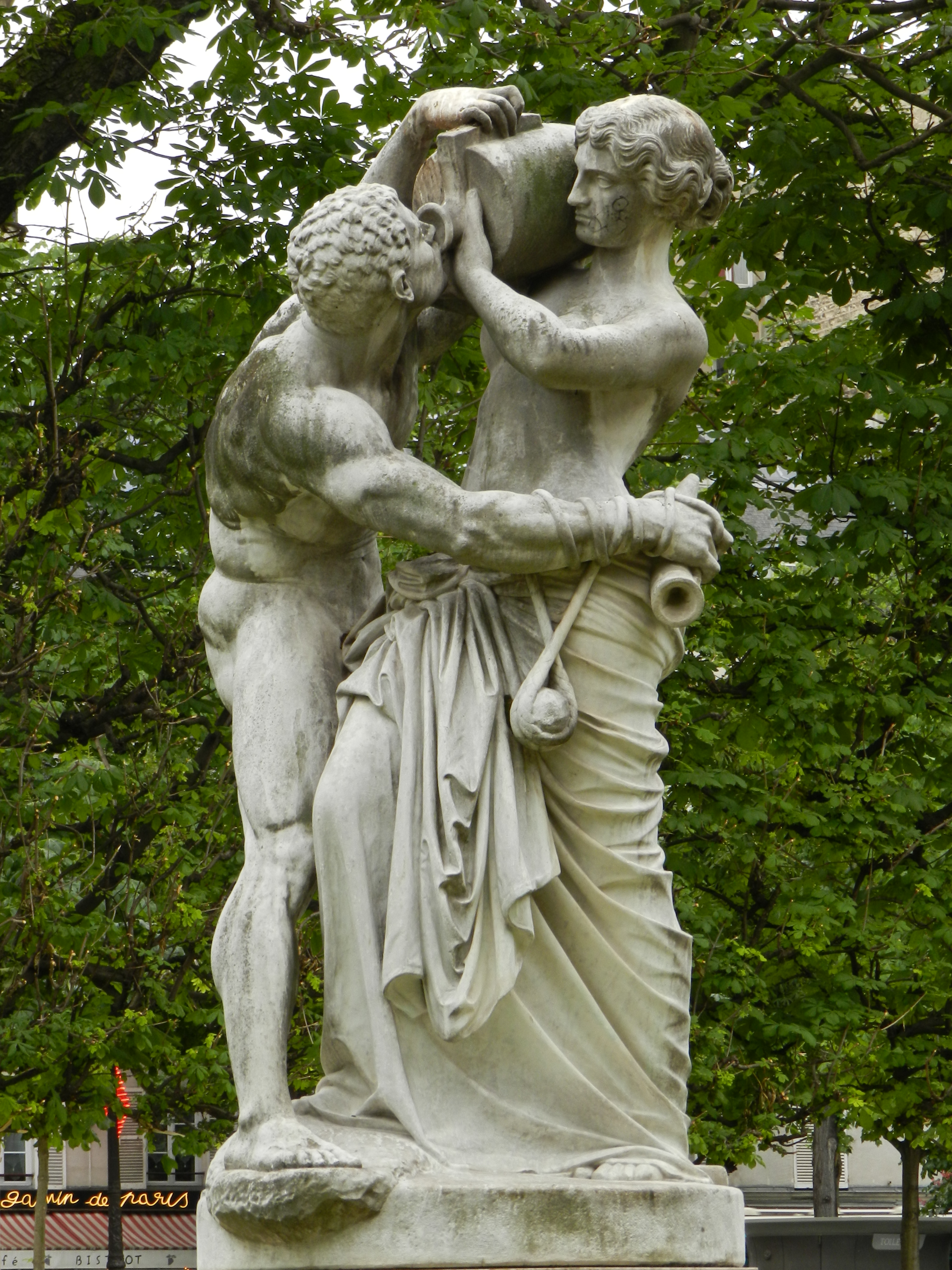
День. Мрамор. Люксембургский сад, Париж
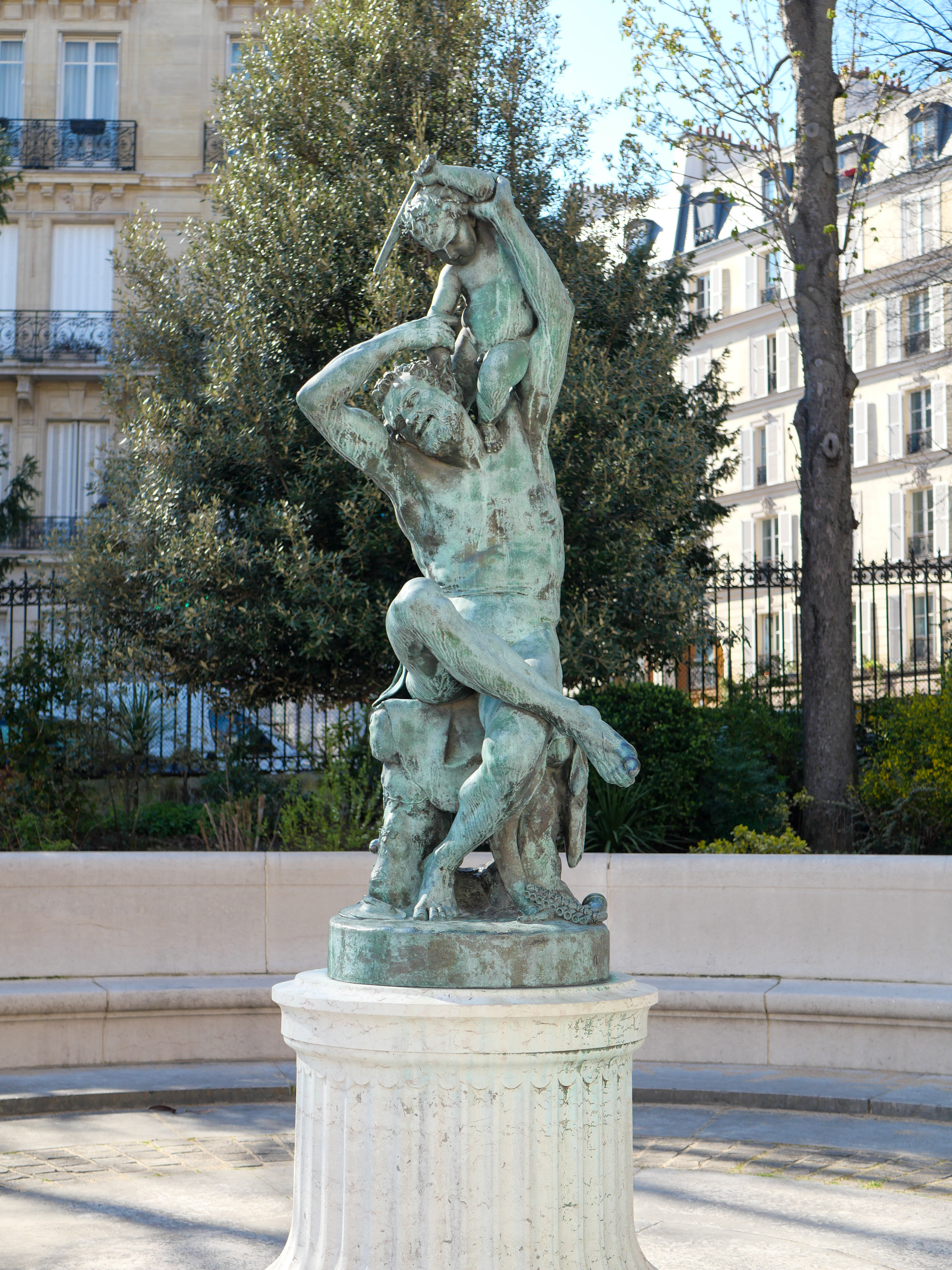
Детство Вакха. 1857. Бронза. Площадь Пале Галлиер, Париж
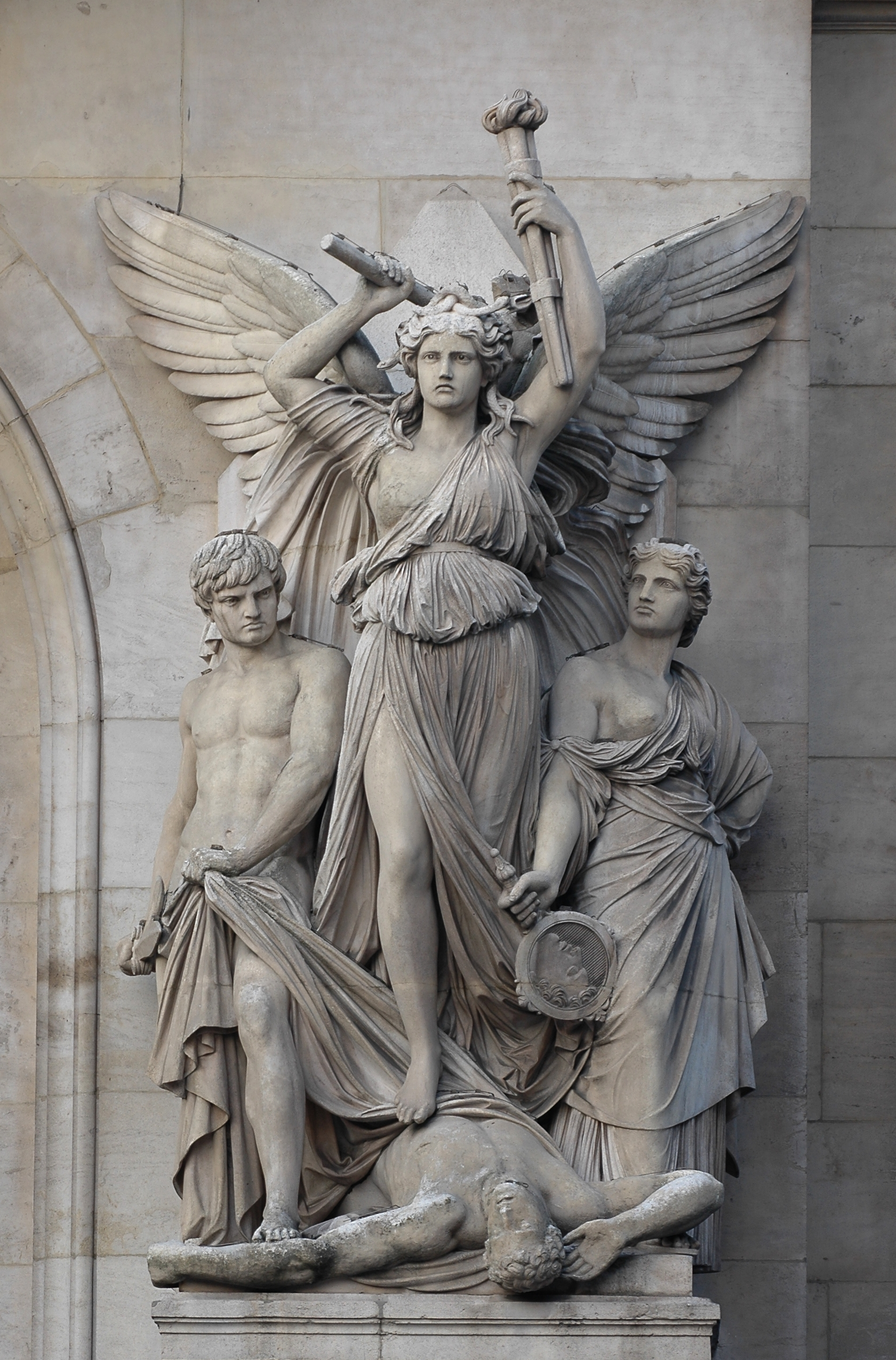
Лирика и драма. Скульптурная группа здания Оперы Гарнье, Париж
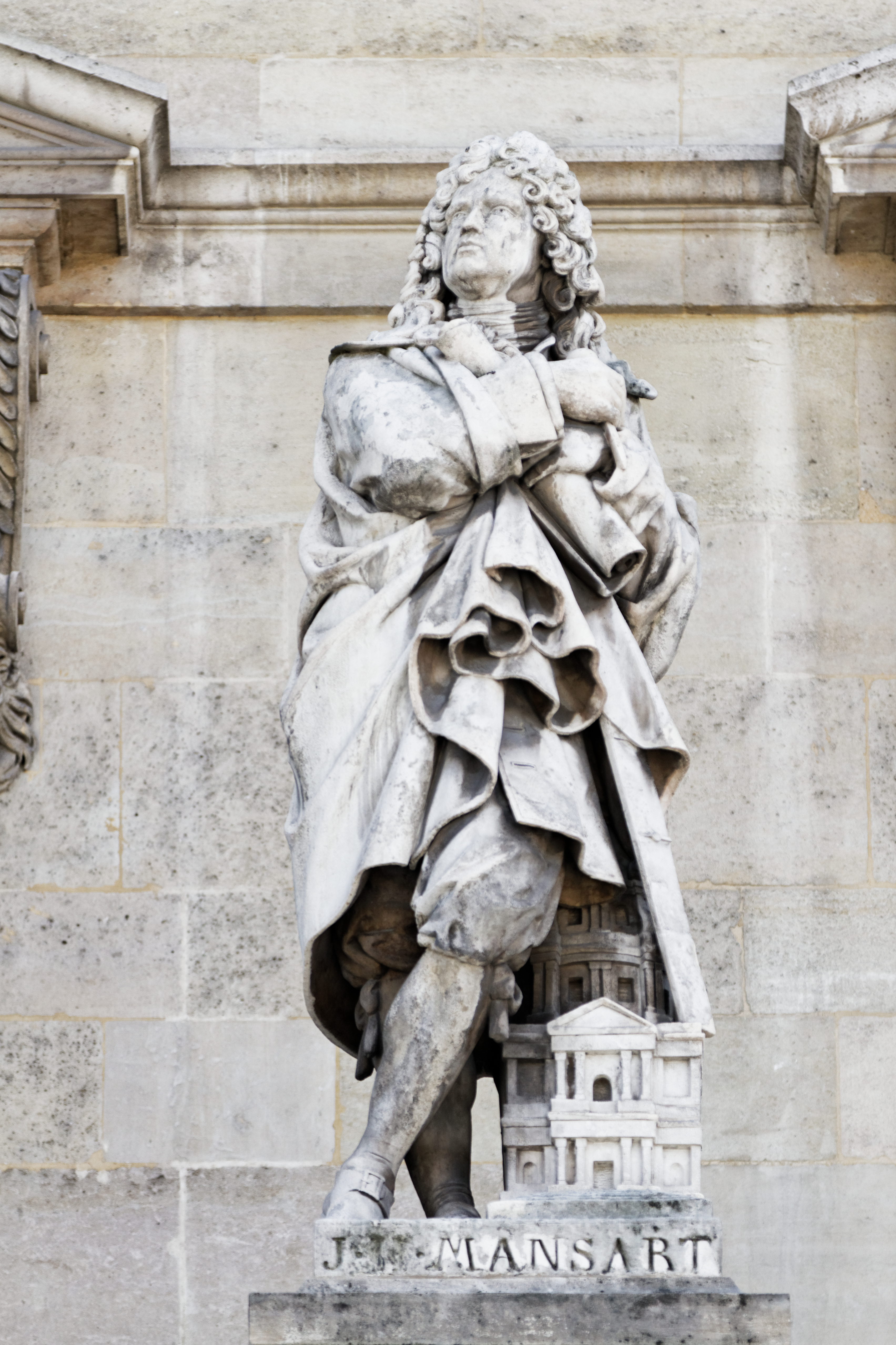
Архитектор Жюль-Ардуэн Мансар. Камень. Статуя на фасаде дворца Лувра
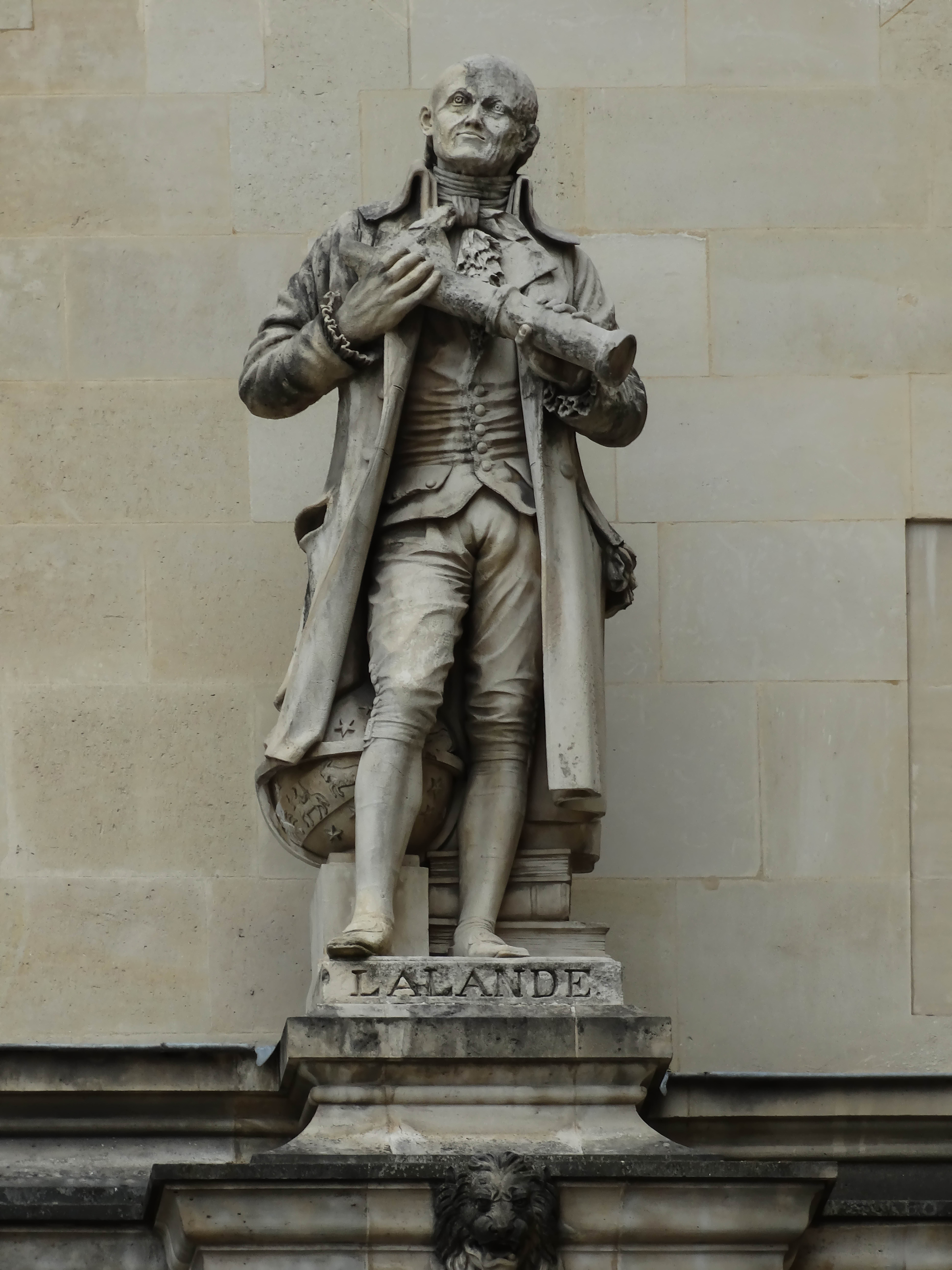
Статуя Лаланда на фасаде дворца Лувра
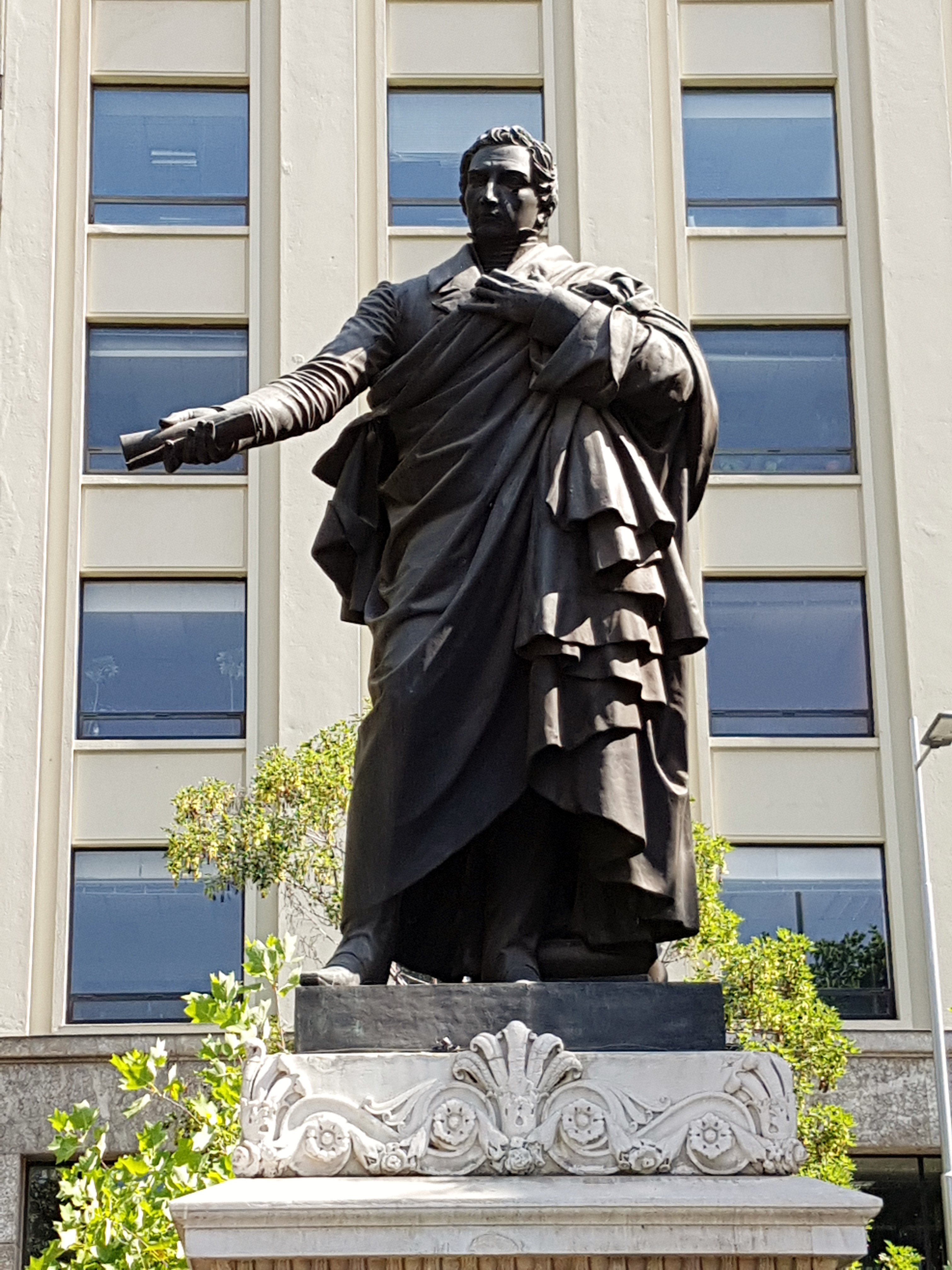
Памятник Диего Порталесу Паласуэлосу. Дворец «Ла Монеда», Чили

Наиболее известные произведения:
- скульптурная группа «Детство Бахуса» (1863, находится в Луврском музее),
- статуя «Отчаяние» (1868, Музей Орсе),
- две кариатиды на фасаде Парижской национальной библиотеки,
- статуя Лаланда на фасаде Лувра,
- скульптурная группа «День» (в Парижской обсерватории),
- барельефы «Предусмотрительность» и «Бодрствование» (на павильоне Тремуя, примыкавшем к дворцу Тюильри),
- «Правосудие среди законов», барельеф в здании парижского суда и группа «Лирическая драма», украшающая фасад здания Парижской оперы.
- бюст поэта Беранже